# Eduard Sobol
Eduard Oleksandrovytj Sobol (ukrainska: Едуард Олександрович Соболь), född 20 april 1995, är en ukrainsk fotbollsspelare som spelar för Strasbourg. Han representerar även det ukrainska landslaget.

## Karriär
I januari 2023 värvades Sobol av Strasbourg, där han skrev på ett 3,5-årskontrakt.